# Observancias (Aragón)
En el Reino de Aragón se denominaban observancias a las interpretaciones de los jueces en la aplicación de los Fueros de Aragón y, como tales, tenían carácter de jurisprudencia vinculante, formando parte del derecho positivo. Generalmente se trataba de interpretaciones de las costumbres del lugar. A partir de 1428 las observancias son recogidas en varios volúmenes y se incorporarán a los fueros como parte de las normas jurídicas.
- Datos: Q5843364